# Brassempouy
Brassempouy é uma comuna francesa na região administrativa da Nova Aquitânia, no departamento Landes. Estende-se por uma área de 10,73 km². Em 2010 a comuna tinha 270 habitantes (densidade: 25,2 hab./km²).

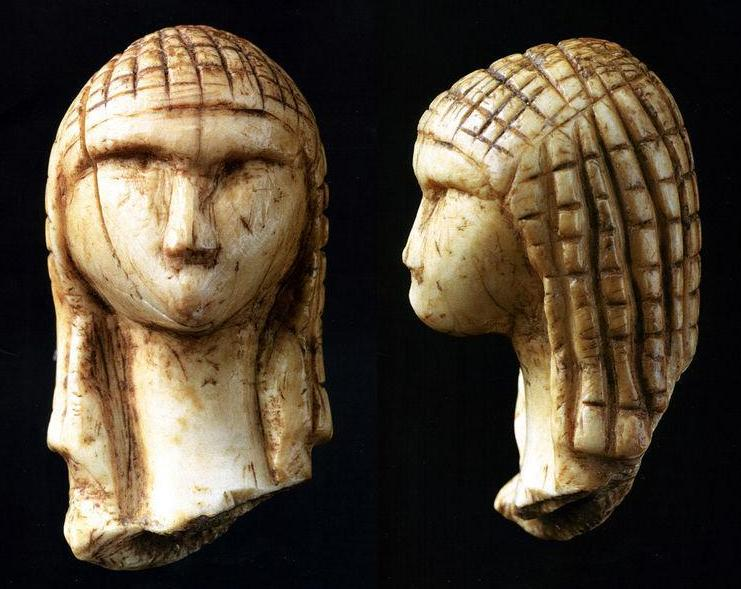
La « Dame à la capuche »
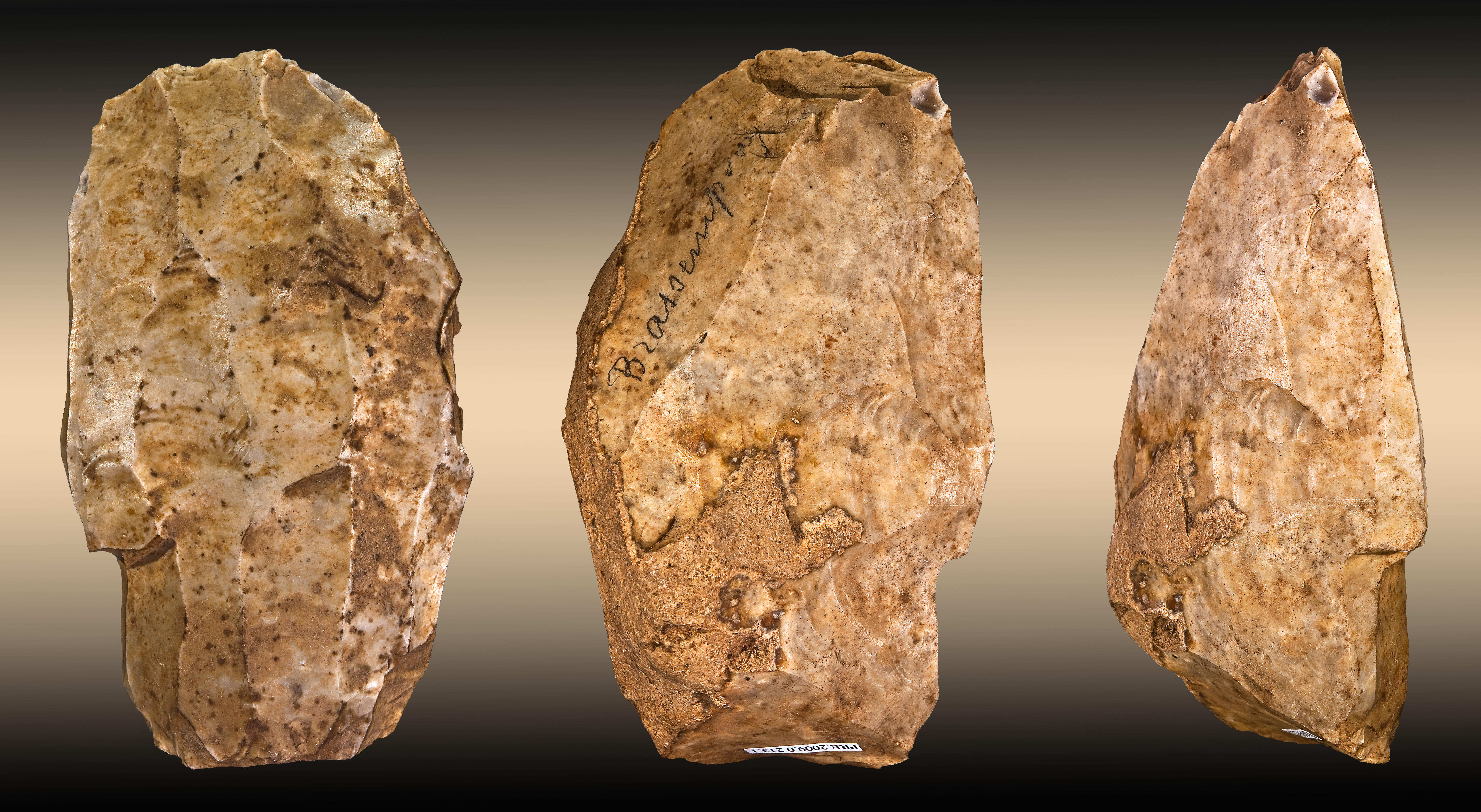
Nucléus – Paléolithique supérieur – Brassempouy -Muséum de Toulouse
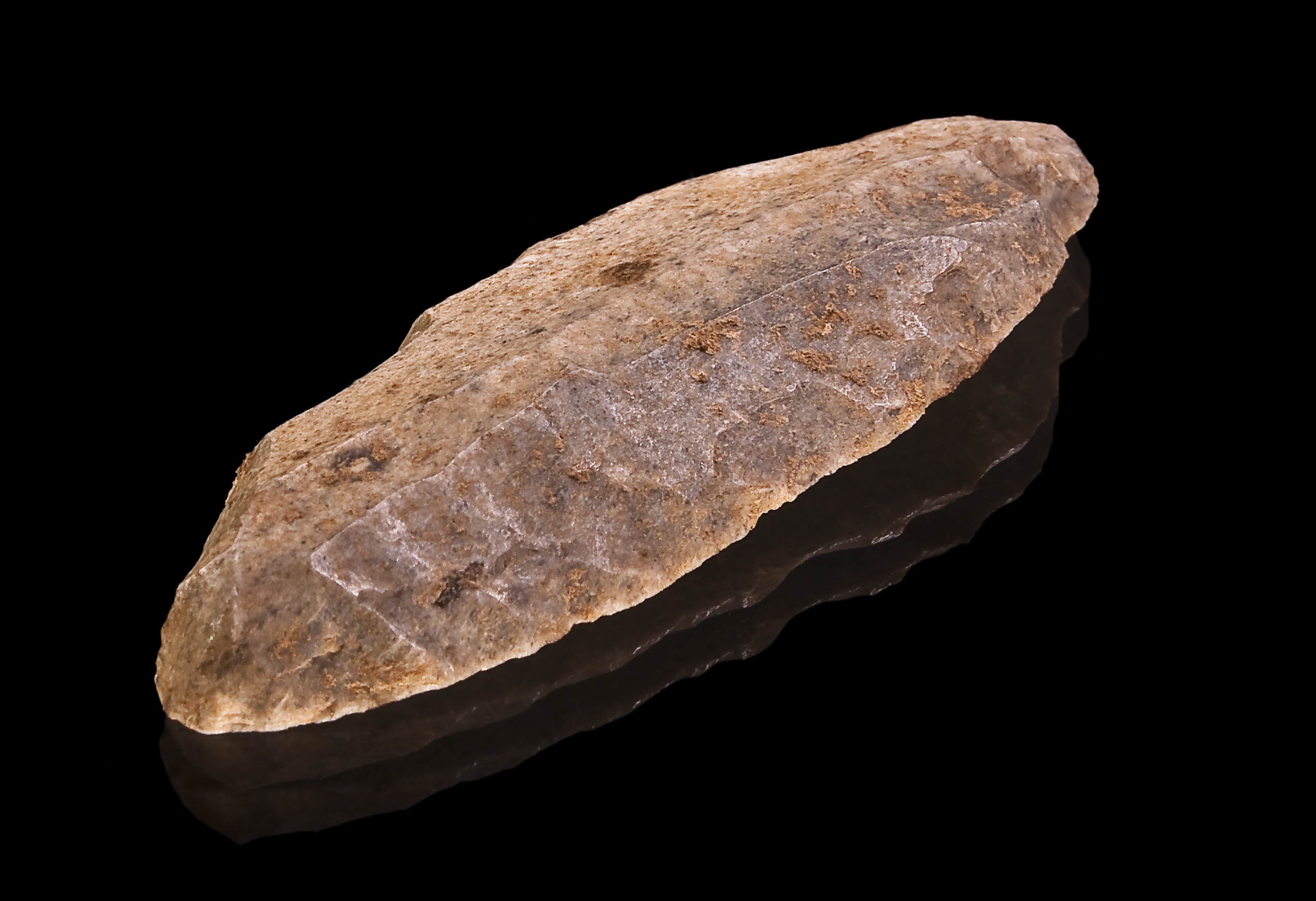
Lame  – Paléolithique supérieur - Brassempouy, - Muséum de Toulouse
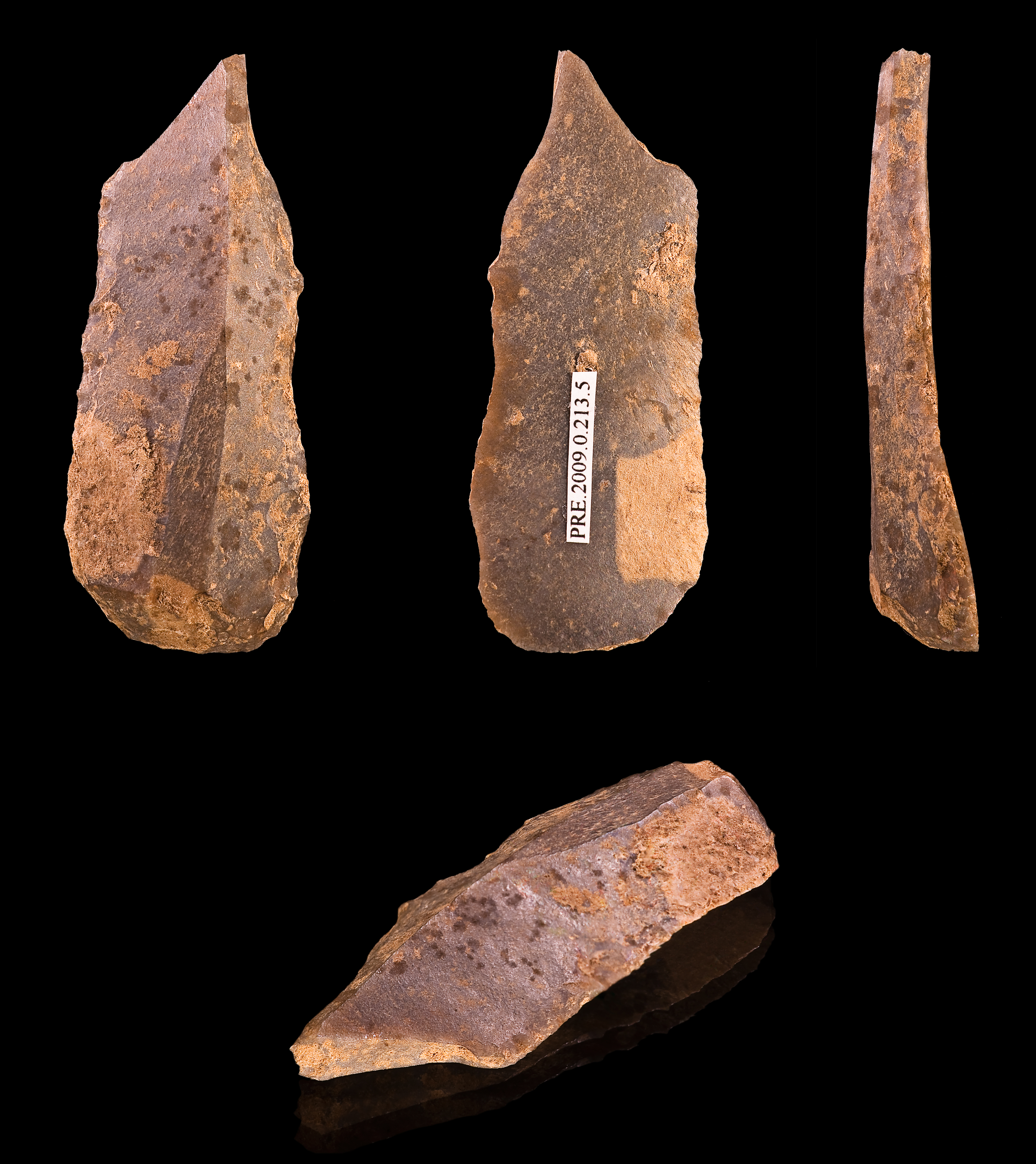
Burin  -Paléolithique supérieur - Brassempouy - Muséum de Toulouse